# Lhunzhub
Lhunzhub (en tibetano, ལྷུན་གྲུབ་རྫོང་; wylie, tag rtse chus; literalmente, ‘hecho por la naturaleza’; en chino, 林周县; pinyin, Línzhōu xiàn) es un condado bajo la administración directa de la Prefectura Lhasa en la Región autónoma del Tíbet, República Popular China. Su área es 4464 km² y su población total para 2010 superó los 50 mil habitantes.

## Administración
El condado se Lhunzhub de divide en 10 pueblos que se administran en 1 poblado y 9 villas.